# Comuna Moskalivka, Iarmolînți
Moskalivka (în ucraineană Москалівка) este o comună în raionul Iarmolînți, regiunea Hmelnîțkîi, Ucraina, formată din satele Korîtna, Moskalivka (reședința) și Verhivți.

## Demografie
Componența lingvistică a comunei Moskalivka
     Ucraineană (98,62%)
     Alte limbi (0,65%)
Conform recensământului din 2001, majoritatea populației comunei Moskalivka era vorbitoare de ucraineană (98,62%), existând în minoritate și vorbitori de alte limbi.